# La zia marchesa
La zia marchesa è il secondo romanzo di Simonetta Agnello Hornby, edito nel 2004 da Feltrinelli.
Dopo La Mennulara, La zia marchesa rappresenta per certi versi un altro spaccato della storia della Sicilia e quindi il secondo romanzo della Trilogia Siciliana che si conclude con Boccamurata. Se con La Mennulara siamo negli anni Sessanta, con La zia marchesa si torna indietro dal punto di vista storico: alla Sicilia di fine Ottocento. Il romanzo offre almeno tre piani di lettura: quello dello svolgimento della vicenda, quello storico e quello sociale.

## Trama
È la storia di una famiglia aristocratica siciliana, quella dei Safamita, ritratta attraverso tre generazioni con tutti i suoi privilegi e ricchezze, ma anche con tutti i suoi vizi: arroganza, adulteri, invidie, incesti, ricatti. Una famiglia destinata inevitabilmente a sfaldarsi sulla spinta dell'evoluzione sociale dei “burgisi” e della forza che acquista sempre di più la mafia, che impone con maggiore determinazione le proprie regole. La vicenda narrativa ha inizio nel 1898, appena tre anni dopo la scomparsa della protagonista, Costanza Safamita. A narrare è Amalia Cuffaro, la balia della Marchesa, che adesso vive alla Montagnazza accudendo una sua nipote: Pinuzza. Ma c'è anche un'altra voce narrante che offre ulteriori dettagli su vicende che neppure Amalia conosce. Si comincia con la nascita di Costanza nel maggio del 1859 e la narrazione procede fino alla morte della Marchesa a soli 36 anni, arrivando quindi al 1895.

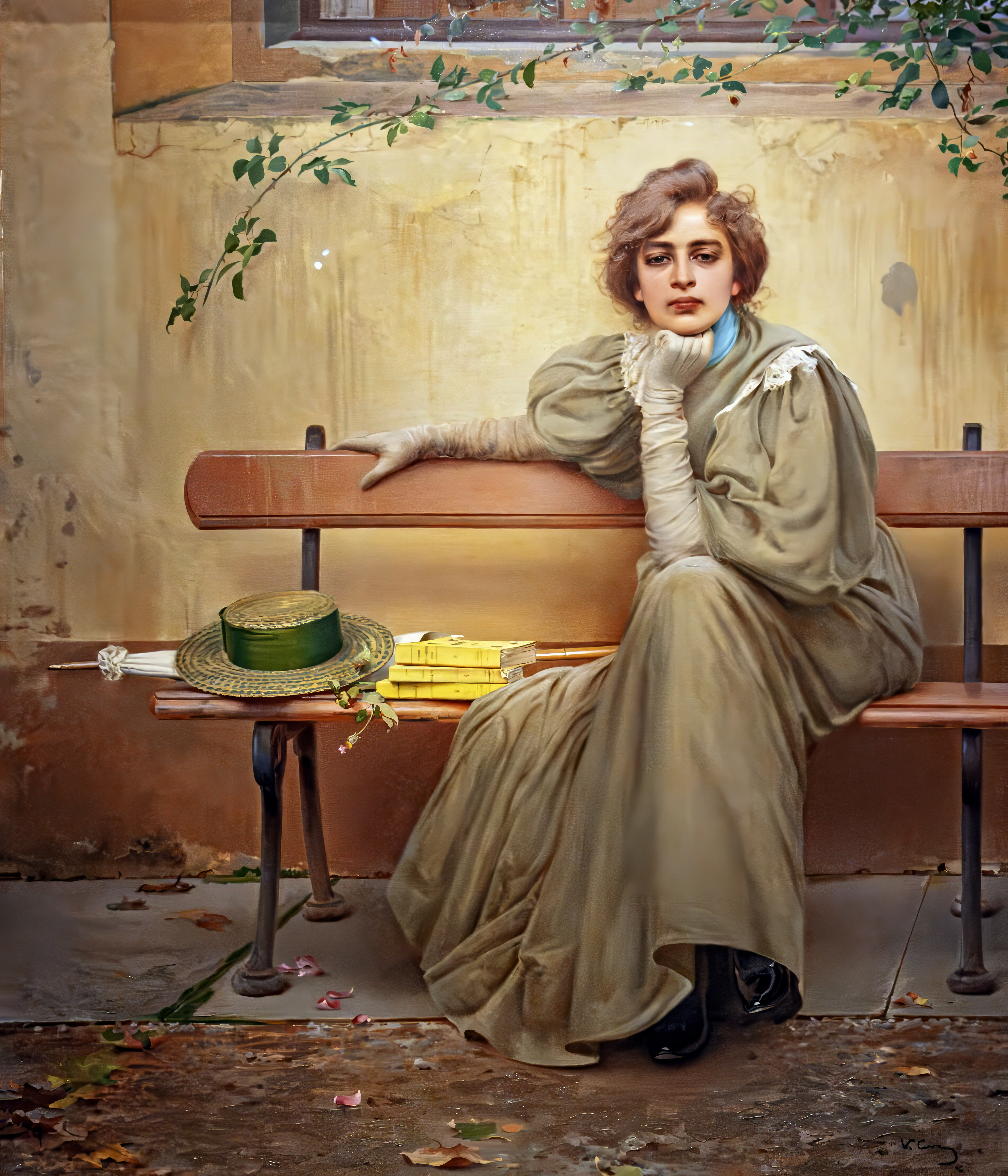
Sogni (1896) di Vittorio Matteo Corcos

In questi anni il lettore impara a conoscere i componenti principali della famiglia Safamita: il Barone Guglielmo, padre di Caterina, madre di Costanza; il Baronello Domenico, fratello di Guglielmo, che sposa la nipote più giovane di lui, dalla quale nascono Stefano, il figlio maggiore, Costanza e Giacomo; la Baronessa Assunta Safamita, rimasta nubile e dedita alle preghiere con le sue fimmine mistiche, la cui aspirazione maggiore è quella di essere “beata” dopo la sua morte; la Baronessa Carolina Safamita Scravaglio, mal sopportata dai fratelli e della quale si diceva che fosse cleptomane. La protagonista è Costanza, secondogenita di Caterina e Domenico Safamita, che dopo la nascita viene rifiutata dalla madre che avrebbe voluto dare al marito un altro maschio e invece era nata lei, Costanza, fimmina e per giunta coi capelli rossi e piena di lentiggini. Così l'infante allontanata dalla madre si affeziona sempre di più alla sua balia e alle donne di servizio in mezzo alle quali cresce. Sente affetto anche per i fratelli, soprattutto per Stefano, il più grande, e per il padre che invece ha per lei una notevole predilezione perché è quella che sente più vicina a lui e più adatta a gestire il patrimonio del casato. Il Baronello non si sbaglia: infatti i figli maschi, così voluti e desiderati, si rivelano una completa delusione: Stefano viene allontanato da casa perché si innamora di una donna non nobile, figlia di un firraru, e si intestardisce a volerla sposare contro il volere del padre; Giacomo, il più piccolo dei, figli sposa Adelaide Lattuca e si dimostra invidioso dello stato patrimoniale ereditato dalla sorella alla morte del padre: non solo la minaccia, la chiama “'u malu pilu” e poi “bastarda”, ma le mette le mani intorno al collo e solo l'intervento del marito di Costanza evita il peggio.
Il matrimonio di Costanza è piuttosto tormentato, anche se, contrariamente agli usi della nobiltà, è stata proprio lei a decidere di sposare il marchese Pietro Patella di Sabbiamena, attratta dai suoi modi gentili e dal suo fascino. Il Marchese accetta di sposare Costanza per la sua dote ma, almeno i primi anni, non la ama; il matrimonio non viene consumato se non dopo qualche anno, e il marchese tradisce continuamente la moglie anche dentro le mura del loro palazzo. Da una relazione con una donna di servizio nascerà un figlio, che Costanza cercherà di proteggere.

## I proverbi siciliani
"Amuri è amaru, ma arricria lu cori" Nei trentasei anni in cui si snodano molte vicende e compaiono molti personaggi il lettore si sente come catapultato nella storia di questa famiglia grazie ai due narratori, uno interno (Amalia) e l'altro esterno e grazie anche ad un linguaggio chiaro, semplice, quotidiano. Anche i dialettismi sono facilmente comprensibili. Una caratteristica particolare del romanzo è rappresentata dai proverbi siciliani che si trovano in testa ad ogni capitolo. Questa “strana” particolarità è spiegata dalla stessa autrice in una nota ala fine del romanzo, nella quale sostiene: “Per me il siciliano non è mai stato un dialetto, bensì la lingua della tenerezza, della rabbia e della saggezza, una lingua intima e domestica. Da qui i proverbi che sono acuti, amari, ironici, ma anche soavi e delicati”. "La leggi è uguali pri tutti. Cu avi denari si 'nni futti" Il Titolo del romanzo è spiegato benissimo in un'intervista di Maria Serena Palieri alla scrittrice siciliana. “'È volgare come la Zia Marchesa. Cattiva come la Zia Marchesa. Si veste male come la Zia Marchesa. Rossa di capelli, brutta, come la Zia Marchesa”: Simonetta Agnello Hornby spiega che il suo secondo romanzo, che s'intitola appunto La zia marchesa, è nato dal desiderio di riscattare la figura di un'ava destinata, nei discorsi dei discendenti, a diventare la pietra di paragone per ogni nequizia”. "Fimmina ca ti ridi, t'ha dittu sì".

## Il periodo storico
L'ultima annotazione è di carattere storico. La vicenda attraversa un periodo che sotto il profilo storico è molto importante per la Sicilia e di cui nel romanzo compaiono gli echi. Intanto c'è il passaggio dai Borboni al nuovo Regno d'Italia, con i problemi che ciò comporta per i contadini che speravano di avere una condizione sociale migliore e che invece vedono peggiorare la situazione soffocati da nuove tasse e balzelli imposti dal nuovo stato. Non ultimo il servizio militare, che toglie braccia utili e risorse alle campagne e che dura ben cinque anni. La disperazione contadina esplode durante una manifestazione organizzata dai Fasci Siciliani, che diventa una vera insurrezione sfuggendo al controllo dei suoi organizzatori. Furono occupate terre, presi d'assalto gli odiosi uffici delle imposte, testimonianza del servaggio contadino, e ci furono scontri con la polizia. L'allora presidente del Consiglio, Giovanni Giolitti, non seppe agire con risolutezza come la classe politica e gli aristocratici chiedevano e per questo motivo, seguito allo scandalo della Banca Romana, dovette dimettersi. Torno così alla presidenza del Consiglio Francesco Crispi, peraltro anche lui coinvolto nello scandalo della Banca Romana, che risolse a modo suo il "fastidioso" problema dei Fasci: il 3 gennaio 1894 proclamò la legge marziale in Sicilia e inviò 40.000 soldati per ristabilire l'ordine. Anche per l'aristocrazia sono tempi duri, perché comincia a perdere terreno nei confronti della borghesia cittadina pronta ad inserirsi senza alcuno scrupolo nella vita politica del nuovo stato. Nelle campagne la mafia aumenta sempre di più il suo potere ed alcune famiglie si contendono il territorio; i campieri dei nobili sono legati a famiglie mafiose e fanno da intermediari con l'aristocrazia, che è costretta ad accettare questa situazione, anche perché la mafia garantisce ai nobili di mantenere intatto il loro potere ed i propri privilegi ed una grande quantità di voti elettorali. Anche questo è un aspetto della “modernità”.

## Recensioni
- “D'estate andavo da mia nonna e facevamo visita alle prozie che abitavano nello stesso palazzo, si chiacchierava, si spettegolava e quando c'era una donna brutta, goffa, mal vestita, ignorante, troppo sofisticata, rossa, si diceva: pare la zia marchesa! Io domandavo: chi è? E mi rispondevano: niente, una che morì tanti anni fa”. Intervista con Andrea Camilleri 2004[7]
- "Si penserà: un feuilleton. No, questa scrittrice - figlia di famiglia aristocratica, i baroni Agnello, ma non esageratamente ricca, infanzia con istitutrice privata fino alle scuole medie, poi studi di diritto a Cambridge, matrimonio a Londra e un lavoro impegnato, importante, come avvocata dei minori, per lo più con le famiglie di immigrati, e come presidente del Tribunale di “Special Educational Needs and Disability” - taglia la vicenda intrecciando con sapienza stilistica piani narrativi imprevisti. E legge questi destini con occhio moderno, laico". Maria Serena Palieri, intervista tratta da “l'Unità”, 6 settembre 2004
- "Scrittrice, in verità, la Agnello lo è soltanto come secondo mestiere. Proviene anche lei da una famiglia dell'aristocrazia palermitana e da più di trent' anni vive a Londra, dove ha lavorato come avvocato nei servizi sociali del Comune, poi ha aperto uno studio che tutela soprattutto bambini delle comunità nere o musulmane, e da qualche anno è presidente di un tribunale, l'Educational Needs, che esamina le vertenze esplose dentro le scuole. Come per la Mennulara - che sta per raccoglitrice di mandorle - anche per Costanza, per i Safamita, per il nutrito corteo di parenti e amici, per la loro corte di impiegati, cameriere, mastri di casa, cocchieri e balie, Simonetta Agnello ha raccolto materiali fra i suoi ricordi e ha assemblato luoghi e tipologie umane". Francesco Erbani La Repubblica, 09. 2004
- "Simonetta Agnello Hornby costruisce, con il suo formidabile stile a più piani narrativi, la saga di una famiglia, un segmento della storia siciliana, il crollo di un mondo - quello aristocratico - guardato senza nostalgia, scandagliato impietosamente da entomologa sociale, non senza riservare al lettore il piacere di arrivare a inquietanti rivelazioni attraverso il progressivo sommarsi di tonalità di voci che svariano dal racconto in prima persona di Amalia a quello del narratore-architetto". Feltrinelli, Quarta di copertina.

## Edizioni
- Simonetta Agnello Hornby, La zia marchesa, collana I narratori, Feltrinelli, 2004,  p. 322.